# Мирта
Мирта (лат. Myrtus) је род биљака из породице мирти (Myrtaceae) коју је Лине описао 1753. године. Готово 600 врста је предложено да припада овом роду, али су скоро све или премештене у други род или је за неке утврђено да су синоними. Род мирта данас има две препознатљиве врсте:
- Myrtus communis — обична мирта — расте на Медитерану и у источној Европи
- Myrtus nivellei — сахарска мирта — расте само у северној Африци

На Корзици и Сардинији праве од ње ликере порто и мирто.